# 埃基特基湖
埃基特基湖是俄羅斯東北部的淡水湖，位於楚科奇自治區內，屬於埃基特基河流域，長22公里、闊2公里，面積110平方公里，全年大部分時間被冰封。

## 外部連結
- Tourism and Environmental data （页面存档备份，存于）